# Nahens
Nahens (en catalán y oficialmente, Naens) es un pueblo español del término municipal de Senterada, en el Pallars Jussá, en la provincia de Lérida. Está situado a 1,8 km. en línea recta de la cabeza de su municipio.

## Descripción
Se accede por la pista que sale hacia el noroeste desde Senterada, que es la misma pista que también lleva a El Burguet, y llega a Naens en 4,5 km.
El pueblo de Naens tiene iglesia parroquial, dedicada a san Esteban, protomártir, y, además, la capilla románica de San Miguel de Nahens. Pertenecía a San Esteban de Naehns la iglesia de la Presentación de Cadolla.
San Esteban de Nahens pertenece al obispado de Lérida, como heredero histórico del Obispado de Roda, desaparecido a finales de la Edad Media. Dentro del obispado de Lérida, pertenece a la unidad pastoral 24, del arciprestazgo de la Ribagorza,  por el rector de Pont de Suert, residente en esa población.

## Etimología
Según Joan Coromines (op. cit.), tras exponer hasta cinco hipótesis para explicar este topónimo, se decanta por atribuirlo a un origen prerromano, posiblemente bascoíbero: Nagennes sería el origen.

## Historia

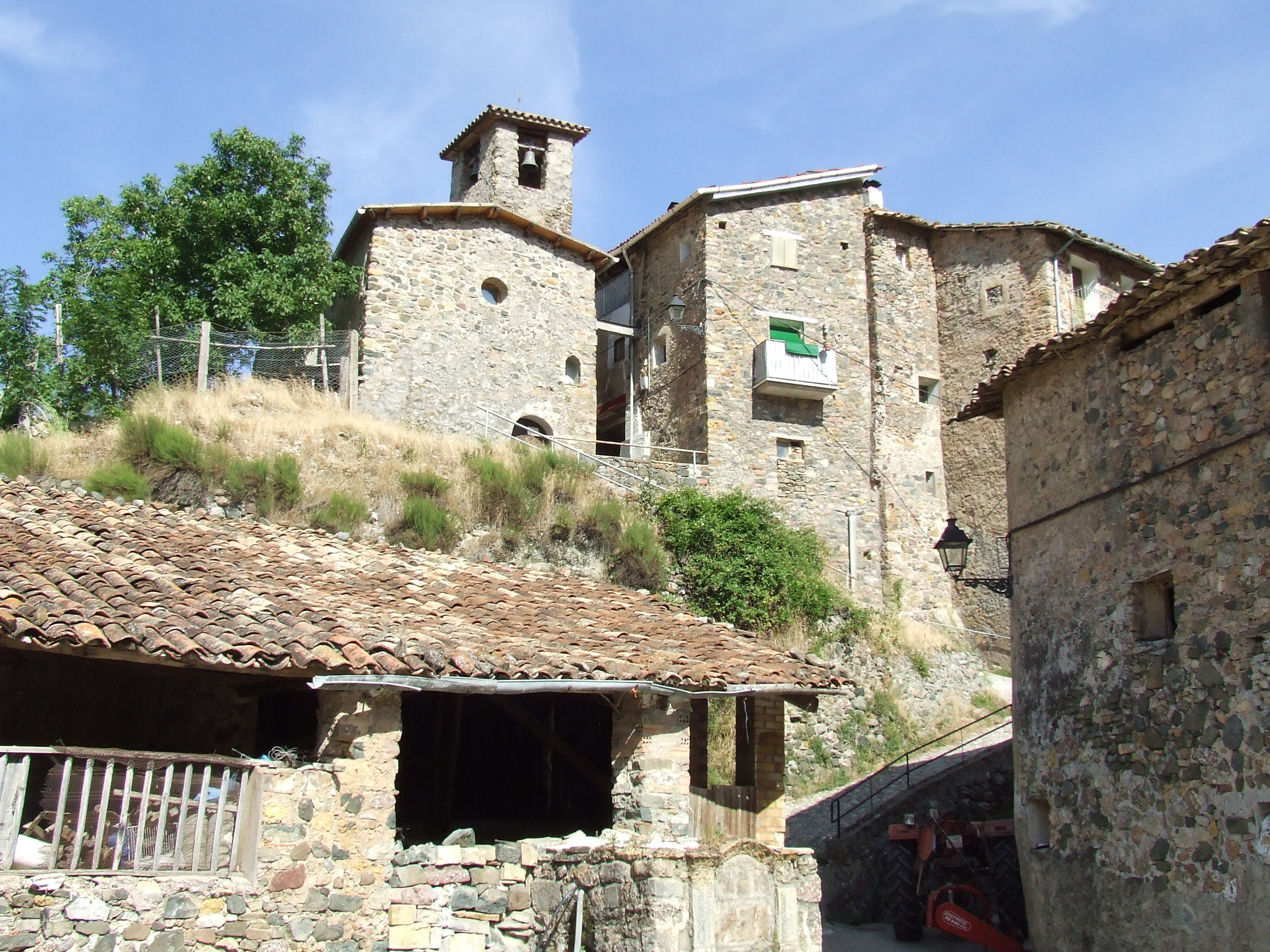
Vista del interior de la población de Nahens

Como muchos otros pueblos pallareses, Nahens se constituyó en ayuntamiento en 1812, a raíz del despliegue de las disposiciones emanadas de la Constitución de Cádiz. Sin embargo, debido a las reformas de las leyes municipales, en febrero de 1847 tuvo que integrarse en Senterada al no llegar a 30 vecinos (cabezas de familia).
En 1831 constan en Nahens 86 habitantes, dentro del señorío compartido del Conde de Erill y del Marqués de la Manresana.
Pascual Madoz incluye el artículo Nahens en su Diccionario geográfico ... de 1845. Se puede leer que el pueblo está: 

en lo alto de una roca, a la libre ventilación de todos los vientos. El clima es frío, y era propenso a los cadarns inflamatorios. Tenía 11 casas, y sacaba el agua de una fuente situada a 8 minutos del pueblo. Con el agua del río de Bellera (el Boss) se movía un molino harinero. El terreno es montañoso, áspero y quebrado, con bosques de robles, encinas y olmos, además de muchos arbustos y zarzas y algunos prados. Se producía trigo, cebada, patatas, legumbres y lana. Había cacería de perdices, conejos, codornices y lobos. Además de un molino harinero, había canteras de piedra, cal y yeso. 10 vecinos (cabezas de familia) y 60 almas (habitantes) formaban la población.

En la obra mencionada de Ceferí Rocafort, este estudioso sitúa en Nahens 30 edificios, con 39 habitantes. Corrían los primeros años del siglo XX. En 1981 Nahens tenía 13 habitantes, y en 2005 se mantenía con el mismo número. Las casas que permanecen habitadas son cal Bernat, cal Fuster y cal Pau.
En Nahens se encuentra también la capilla de san Nicolás, donde se celebra un concurrido encuentro.